# Richard Andrews (soldato)
Richard Andrews (... – 28 ottobre 1835) è stato un militare nativo americano, famoso per essere stato il primo morto durante la Rivoluzione texana.

## Biografia
Andrews, un combattente indiano, si unì all'esercito texano all'inizio della Rivoluzione texana. Era soprannominato "Big Dick" perché era di grande corporatura e aveva una notevole forza. Rimase ferito nella Battaglia di Gonzales il 2 ottobre 1835. Partecipò però alla Battaglia di Concepción, nella quale fu l'unico texano a rimanere ucciso.